# Ville Lenkkeri
Ville Lenkkeri (né à Oulu en 1972) est un photographe finlandais.

## Biographie
Diplômé en 2006 du département de photographie, University of Art and Design, UIAH, Helsinki et en 2001, Bachelor of Art, département de photographie, Academy of Performing Arts, FAMU, Prague.
Il vit en Suède et en Finlande.

## Expositions
- Francfort
- Stockholm, 2004
- Rouen, 2007
- Quimper, 2008
- Stockholm, 2009
- Oslo, 2009
- Les Boréales, artothèque de Caen, 8 novembre au 30 décembre 2011

## Publications
- Movies, Bautzner69/Hesperus Verlag, 2004  (ISBN 3-932 607-11-2)
- Reality in the Making, Hatje Cantz, 2006  (ISBN 978-3 7757-1880-6)
- The Place of No Roads, Hatje Cantz, 2009  (ISBN 978-3-7757-2399-2)

## Collections
- La Mort du roi viking Ragnar Lodbrog, Musée des beaux-arts de Rouen